# Krndija
Krndija är en bergskedja i Kroatien. Den ligger i den östra delen av landet, 160 km öster om huvudstaden Zagreb.